# Preludium
Pour plus de détails, voir Fiche technique et Distribution.
Preludium est un film danois réalisé par Johan Melin, sorti en 2008.

## Fiche technique
- Titre : Preludium
- Réalisation : Johan Melin
- Scénario : Johan Melin, Ine Urheim
- Production :
- Société de production : Bullitt Film, Thief Productions
- Musique :
- Photographie :
- Montage :
- Pays d'origine :  Danemark
- Langue : danois
- Genre : Drame
- Durée : 113 minutes
- Dates de sortie :
  -  Danemark : 25 avril 2008
  -  Allemagne : 6 novembre 2008 (Internationales Filmfestival Mannheim-Heidelberg)

## Distribution
- Anna Fabricius : Ruth Popovic
- Lotte Norholm Andersen : Lars Hviids Assistent
- Predrag Calovic : Hashklubejer
- Mette Riber Christoffersen : Maria
- Radoje Cukie : Goran
- Nicolei Faber (da) : Casper
- Rainer Gerdes : Max
- Lai Yde (da) : Lars Hviid
- Rune Jall : Hooligan
- Anette Karlsen (da) : Sofie
- Thomas Knuth-Winterfeldt (da) : Lukas
- Kendra Lohmann : Lise
- Zdravko Milanovic : Milovan
- Siggy Norreen : Lars Hviid Fan
- Carl Martin Norén : Marcus